# Guy Bethery
Guy Jacques Bethery (* 12. August 1922 in Étréchy (Cher); † 3. August 1983 in Paris) war ein französischer Radrennfahrer und nationaler Meister im Radsport.

## Sportliche Laufbahn
Bethery war im Bahnradsport und im Straßenradsport aktiv. Seine Spezialdisziplin war das Steherrennen auf der Bahn. Von 1943 bis 1955 war er Unabhängiger und Berufsfahrer. 1951 siegte er in der nationalen Meisterschaft im Steherrennen vor Guy Solente, 1949 und 1955 kam er auf den dritten Platz der Meisterschaft. 1951 gab es in Frankreich die Besonderheit, dass der Titel dreimal während der Saison vergeben wurde. Damit sollte der Stehersport gefördert werden. Bei den Europameisterschaften im Steherrennen gewann Bethery 1954 die Bronzemedaille. Bethery gehörte zu den ersten französischen Radrennfahrern, die nach dem Zweiten Weltkrieg wieder auf deutschen Radrennbahnen starteten.
Auf der Straße wurde er 1942 Zweiter bei Nantes–Saint-Nazaire–Nantes und 1943 in Meisterschaft im Mannschaftszeitfahren.